# Chimopar
Chimopar (fosta Întreprindere Chimică Dudești) este una dintre cele mai vechi firme din industria chimică românească.
SC Chimopar SA își are originea în Fabrica de pulberi a armatei, unitate de producție pentru substanțe chimice speciale, fondată la 1 mai 1896.
Din 1991 întreprinderea a devenit societate pe acțiuni cu capital majoritar de stat, iar din 1999 societate pe acțiuni cu capital integral privat.
Activitatea principală a companiei o constituie cercetarea tehnologică,
dar și producerea de îngrășăminte chimice.
Fondul Proprietății de Stat (FPS) a privatizat Chimopar la 18 ianuarie 1999, prin vânzarea pachetului de 58,9% din acțiunile pe care le deținea în societate către Smartcom Impex SRL.
Prețul a depășit cu puțin un milion de dolari, sumă mică în raport cu valoarea societății.
Condiția a fost, însă, realizarea unui volum de investiții de 9 ori mai mare (deci, 9,4 milioane dolari).
La 23 martie 1999, FPS a acceptat modificarea cumpărătorului din contractul de vânzare-cumpărare, acesta fiind Jafco Holding România.
Acțiunile Chimopar se tranzacționază la Bursa de Valori București din data de 23 ianuarie 1998, la categoria a doua a bursei.
Chimopar este deținută de Jafco Holding Romania SA, care controlează 73,81% din totalul acțiunilor, în timp ce SIF Muntenia (SIF4) are o participație de 14,58%.
Număr de angajați:
- 2011: 65[6]
- 1999: 900[6]

Cifra de afaceri:
- 2011: 1,6 milioane euro[6]
- 2007: 26,5 milioane lei[7]
- 2006: 31,5 milioane lei[7]
- 2005: 34 milioane lei[2]